# Fernanda Botelho
Maria Fernanda Botelho de Faria (Porto, 1 de dezembro de 1926 - Lisboa, 11 de dezembro de 2007) foi uma escritora e tradutora portuguesa.

## Biografia
Era parente afastada do escritor Camilo Castelo Branco  e sobrinha-neta de Abel Botelho. Estudou Filologia Clássica nas Universidades de Coimbra e Lisboa, viria a fixar-se em Lisboa para ocupar a direção do departamento belga de turismo entre 1973 e 1983.
Foi co-fundadora da revista Távola Redonda, tendo ainda colaborado ainda em outras publicações periódicas, como as revistas Europa, Panorama, Tempo Presente, Graal e o jornal Diário de Notícias. Foi colaboradora do programa Convergências da RTP. Em termos literários deu início à sua carreira literária com o livro Coordenadas Líricas (1951).
Viveu na Vermelha, concelho de Cadaval, onde se pretende construir uma casa-museu dedicada à sua vida e obra.
A Câmara Municipal de Lisboa prestou uma homenagem póstuma à escritora através da transladação das suas ossadas para o Cemitério dos Prazeres e atribuindo o seu nome a um arruamento transversal à Estrada de Benfica.
A 4 de fevereiro de 1989, foi agraciada com o grau de Grande-Oficial da Ordem do Mérito.
Em 1990, deixou a cidade de Lisboa e mudou-se para a Vermelha, Cadaval. Atualmente a sua casa é a Casa-Museu Fernanda Botelho.

## Obras
- Coordenadas Líricas (1951, poemas)
- O Enigma das Sete Alíneas (1956)
- O Ângulo Raso (1957)
- Calendário Privado (1958)
- A Gata e a Fábula (1960)
- Xerazade e os outros (1964)
- Terra sem Música (1969)
- Lourenço É Nome de Jogral (1971)
- Esta Noite Sonhei com Brughel (1987)
- Festa em Casa de Flores (1990)
- As contadoras de histórias (1998)
- Gritos da Minha Dança (2003)

## Crítica
Sobre o estilo o escritor Urbano Tavares Rodrigues disse  que «que é de um rigor, de uma originalidade tais que a troca de uma simples palavra na maioria das suas frases apagaria intenções. Esse estilo acutilante, irónico, pessoalíssimo, todo ele nervo e criação, bastaria para impor decisivamente Fernanda Botelho».
O poeta Jorge de Sena afirmou: que a sua escrita era "[...] árida, sarcástica, anti-lirica [...] vivendo a sua lucidez na desagregação e pela desagregação de uma desassombrada e cínica visão que usa insolitamente as palavras e os símbolos."

## Prémios e homenagens
- 1961 - Prémio Castelo Branco, graças à obra Gata e a Fábula
- 1995 - Prémio P.E.N. Clube Português de Novelística com Dramaticamente vestida de negro
- Grau de Grande Oficial da Ordem do Mérito
- Grau da Ordem de Leopoldo I (Bélgica)
- Medalha de Tradução pela Direção-Geral das Relações Culturais de Itália